# Siona dealbata
Siona dealbata là một loài bướm đêm trong họ Geometridae.